# 410
410 (CDX, na numeração romana) foi um ano comum do século V do  Calendário Juliano, da Era de Cristo, e a sua letra dominical foi B, totalizando 52 semanas, com início a um sábado e terminou também a um sábado.
| Ano completo                   |
| ------------------------------ |
| Ano comum com início ao sábado |

## Eventos
- Início da Dinastia Merovíngia, por Faramundo, o lendário.

- Os visigodos, chefiados por Alarico I, saqueiam Roma.

Alarico I - Em Cosenza, na Calábria. Rei visigodo. Primeiro lider germânico a tomar Roma. Nascimento (375).